# Simulium kozlovi
Simulium kozlovi är en tvåvingeart som beskrevs av Rubtsov 1940. Simulium kozlovi ingår i släktet Simulium och familjen knott. Inga underarter finns listade i Catalogue of Life.